# Тя е жената!
„Тя е жената!“ е американска комедия от 1996 г.
Дата на премиерата: 23 август 1996 г. (САЩ)
Представена песен: Walls
Музика, композирана от: Том Пети енд дъ Хартбрейкърс

## Актьорски състав
- Дженифър Анистън
- Едуард Бърнс
- Камерън Диас
- Мike Мсglone
- Аманда Пийт
- Лесли Ман